# Moviment Ciutadà
Moviment Ciutadà (en castellà i oficialment, Movimiento Ciudadano) és un partit polític mexicà fundat el 1999 sota el nom de Convergència per la Democràcia (Convergencia por la Democracia) i reanomenat el 2011.

## Ideologia política
La ideologia política que predomina a MC és la socialdemocràcia, basada en la participació ciutadana, la democràcia social, la protecció als drets humans, la igualtat de gènere i d'oportunitats al país i l'empoderament dels ciutadans per al funcionament col·lectiu.

## Història
A les eleccions presidencials de 2018 (en què es presentava amb l'aliança electoral Por México al Frente), va ser una força política menor, perquè va rebre l'1,7% dels vots emesos. L'estratègia de campanya electoral digital del partit Moviment Ciutadà es va basar, a finals de l'any 2017, a la viralització d'un videoclip anomenat "Movimiento Naranja - Yuawi", el qual ha tingut fins al juny de 2018 més de 54 milions de visites al canal de YouTube. A la LXIV legislatura del Congrés de la Unió té 28 diputats federals i 9 senadors de la república. Des de desembre de 2018 encapçala la governació de l'estat de Jalisco en la que Enrique Alfaro Ramírez governa en coalició amb el PAN a l'estat de Yucatán, i des del 4 d'octubre de 2021 Samuel García Sepúlveda es governador de Nuevo León.
Moviment Ciutadà va nomenar el 17 de novembre de 2023 a Samuel García com al seu candidat a President en les Eleccions federals de Mèxic de 2024, però va renunciar el 2 de desembre enmig d'una crisi política, i el partit va designar en el seu lloc a Jorge Álvarez Máynez.

## Líders
Des del 2011, els coordinadors han estat: 
- 2011 - 2012: Luis Walton Aburto
- 2012 - 2018: Dante Delgado Rannauro[8]
- 2018 - 2021: Clemente Castañeda Hoeflich
- 2021 - :Dante Delgado Rannauro